# Гамильтон (Онтарио)
Га́мильтон (англ. Hamilton) — англоязычный портовый город в Канаде, в провинции Онтарио. Население — 569 тыс. человек (2021). Гамильтон известен как город, где находится главный кампус университета МакМастера, перенесённый туда из Торонто в 1927 году.

## История

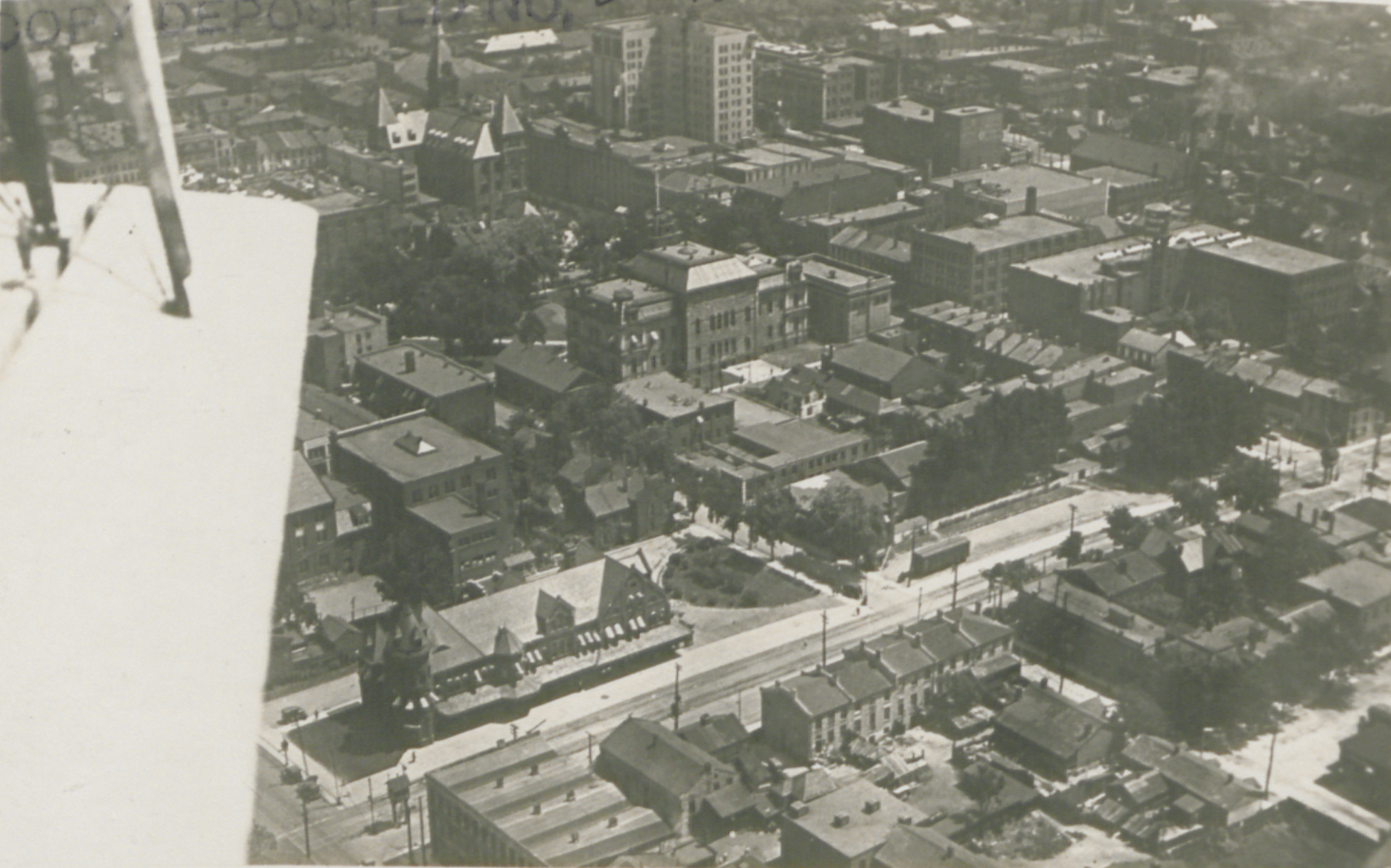
Гамильтон в начале XX века

Основанный Джорджем Гамильтоном (англ. George Hamilton; 1788—1836), когда он купил ферму Дюран вскоре после окончания англо-американской войны 1812 года, Гамильтон стал центром густонаселённого и промышленно развитого региона в западной части озера Онтарио, известного как Золотая подкова.
Согласно «ЭСБЕ», в конце XIX — начале XX века в городе уже функционировали фабрика швейных машин, фабрика экипажей, фабрика музыкальных инструментов; стеклянные и фаянсовые заводы, железнорудные и меднопрокатные заводы и другие предприятия.
Современный город делится на две части: нижний город — это даунтаун и окрестности на запад и восток, и верхний город, который находится на холме (местные называют его горой, из-за значительного перепада высот, около 250 метров).
Город Гамильтон включает в себя Энкастер, Дандас, Флэмборо, Глэнбрук и Стоун Крик.

## Климат
Гамильтон находится в зоне влажного континентального климата (Dfa — по классификации климатов Кёппена). Климат Гамильтона схож с климатом Торонто. Летом из-за высокой влажности температура ощущается на 5-7 градусов выше, чем показания термометра, а зимой из-за постоянных ветров температура ощущается на 5-7 градусов ниже, чем показания термометра.
| Показатель                                   | Янв. | Фев. | Март  | Апр.  | Май  | Июнь | Июль | Авг. | Сен. | Окт. | Нояб. | Дек. | Год   |
| -------------------------------------------- | ---- | ---- | ----- | ----- | ---- | ---- | ---- | ---- | ---- | ---- | ----- | ---- | ----- |
| Абсолютный максимум, °C                      | 14,4 | 16,1 | 24,4  | 31,5  | 33,9 | 36,0 | 38,5 | 36,1 | 35,0 | 30,0 | 22,5  | 22,5 | 38,5  |
| Средний суточный максимум, °C                | −0,4 | 0,3  | 4,8   | 11,3  | 18,3 | 23,7 | 27,0 | 25,6 | 21,2 | 14,3 | 8,3   | 2,4  | 13,1  |
| Средняя температура, °C                      | −3,6 | −3   | 1,4   | 7,4   | 13,7 | 19,0 | 22,5 | 21,4 | 17,3 | 10,7 | 5,4   | −0,6 | 9,3   |
| Средний суточный минимум, °C                 | −6,8 | −6,3 | −2,2  | 3,4   | 9,0  | 14,3 | 17,9 | 17,3 | 13,4 | 7,1  | 2,3   | −3,6 | 5,5   |
| Абсолютный минимум, °C                       | −25  | −24  | −18,9 | −10,6 | −0,6 | 5,0  | 8,3  | 6,0  | 0,6  | −3,3 | −10,5 | −24  | −25   |
| Норма осадков, мм                            | 58,4 | 58,7 | 72,9  | 70    | 69,2 | 76,6 | 68,9 | 83,2 | 88,5 | 62,2 | 72,9  | 51,8 | 750,8 |
| Источник: Canadian Climate Normals 1971-2000 |      |      |       |       |      |      |      |      |      |      |       |      |       |

## Экономика
Гамильтон относится к району "Золотой подковы", коридор Торонто – Гамильтон – самая промышленно развитая область Канады. Здесь производится до 60% всей канадской стали, благодаря чему Гамильтон получил неофициальный титул "стальной столицы Канады". Помимо сталелитейной промышленности в Гамильтоне развиты автомобильная промышленность, металлопрокат, химическое производство, переработка нефти и угля, а также бумажная промышленность.
Журнал Canadian Business в 2008 году поставил Гамильтон на третье место в рейтинге лучших городов для ведения бизнеса среди городов английской Канады и на седьмое в стране в целом. При составлении рейтинга учитывались стоимость операционных издержек, стоимость жизни, сложность получения разрешения на строительство, уровень безработицы и уровень преступности. Среди важных преимуществ Гамильтона отмечены морской порт, прямое сообщение с границей США, международный аэропорт, университет Макмастера с наивысшим соотношением расходов на научные исследования к общему операционному бюджету университета и развитие биотехнологического хаба в Гамильтоне.
Университет Макмастера располагает обширным исследовательским парком, где сосредоточены исследования в области материаловедения, металлообработки, контроля качества, биомедицинских и биотехнологических исследований.

### Строительство
Гамильтон вошел в десятку самых перспективных городов Канады для инвестиций в недвижимость. Благодаря сильной диверсификации экономики и в частности развитию местного, регионального транспорта и международного авиасообщения город уходит от типичного образа промышленного центра и становится привлекательным не только для иммигрантов, но и для внутренней миграции.

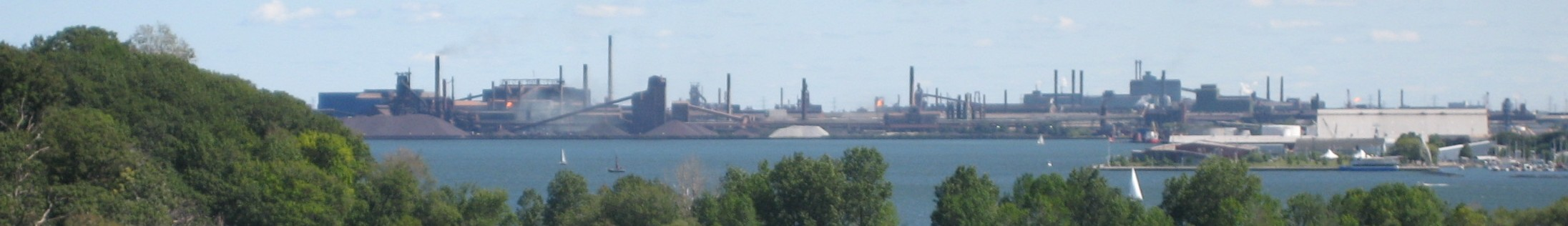
Панорама сталелитейных заводов Гамильтона

## Образование и культура
Гамильтон имеет несколько учебных заведений, которые создали множество рабочих мест в сфере образования и научных исследований:
- Университет Макмастера
- Мохок-колледж (англ. Mohawk College)
- Колледж Колумбия Интернешнел
- Университетский колледж Редимера (англ. Redeemer University College)

Также в Гамильтоне находится Арктическая галерея Макнота, где выставлены произведения инуитского искусства и пейзажи Канады.

## Религия
В городе существует уникальный в своем роде православный монастырь латинского обряда в юрисдикции Русской Православной Церкви Заграницей. Монастырь назван в честь Христа Спасителя, но так же широко известен как Крайстминстер.

## Транспорт
Аэропорт
Гамильтонский международный аэропорт имени Джона С. Манро, расположенный на горе Гамильтон в Маунт-Хоупе в бывшем поселке Глэнбрук, является самым загруженным центром воздушных перевозок в Канаде. WestJet, в течение нескольких лет до 2010 года использовала аэропорт в качестве основной точки доступа к южной части провинции Онтарио по сравнению с более дорогим международным аэропортом Торонто имени Пирсона. Аэропорт является главной альтернативой аэропорту имени Пирсона для обслуживания грузовых авиаперевозок, а также для полетов внутри Канады и в США.
Автобусы
Гамильтон имеет хорошее автобусное сообщение с городами на юге Онтарио. GO Transit предлагает частые, регулярные и надежные экспресс-автобусы до Торонто. Другие компании (в том числе Flixbus, сменивший в 2020 г. на канадском рынке Greyhound) предлагают экспресс-автобусы до Ниагара-Фолс, Буффало, Китченера, Гуэлфа, Брантфорда и Лондона.

## Спорт
В Канадской футбольной лиге выступает клуб «Гамильтон Тайгер-Кэтс».
Клуб «Гамильтон Булдогс» выступает в Американской Хоккейной Лиге (АХЛ).

## Города-побратимы
- Флинт, США (1957)
- Шавиниган, Канада (1958)
- Мангалор, Индия (1968)
- Фукуяма, Япония (1976)
- Ракальмуто, Италия (1986)
- Мааньшань, Китай (1987)
- Сарасота, США (1991)
- Монтеррей, Мексика (1993)[8].

Партнёрство:
- Порту-Алегри, Бразилия

## Галерея

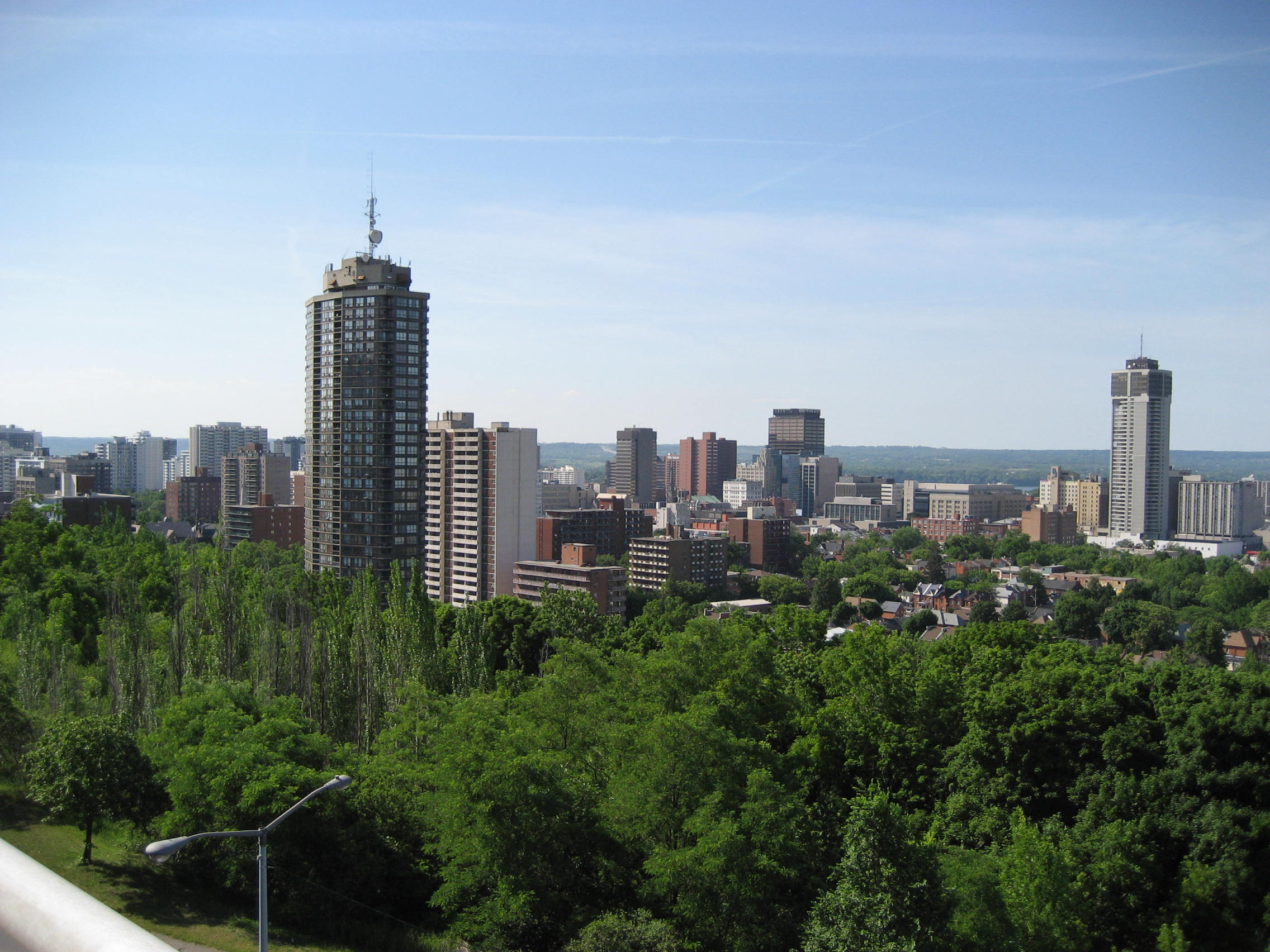
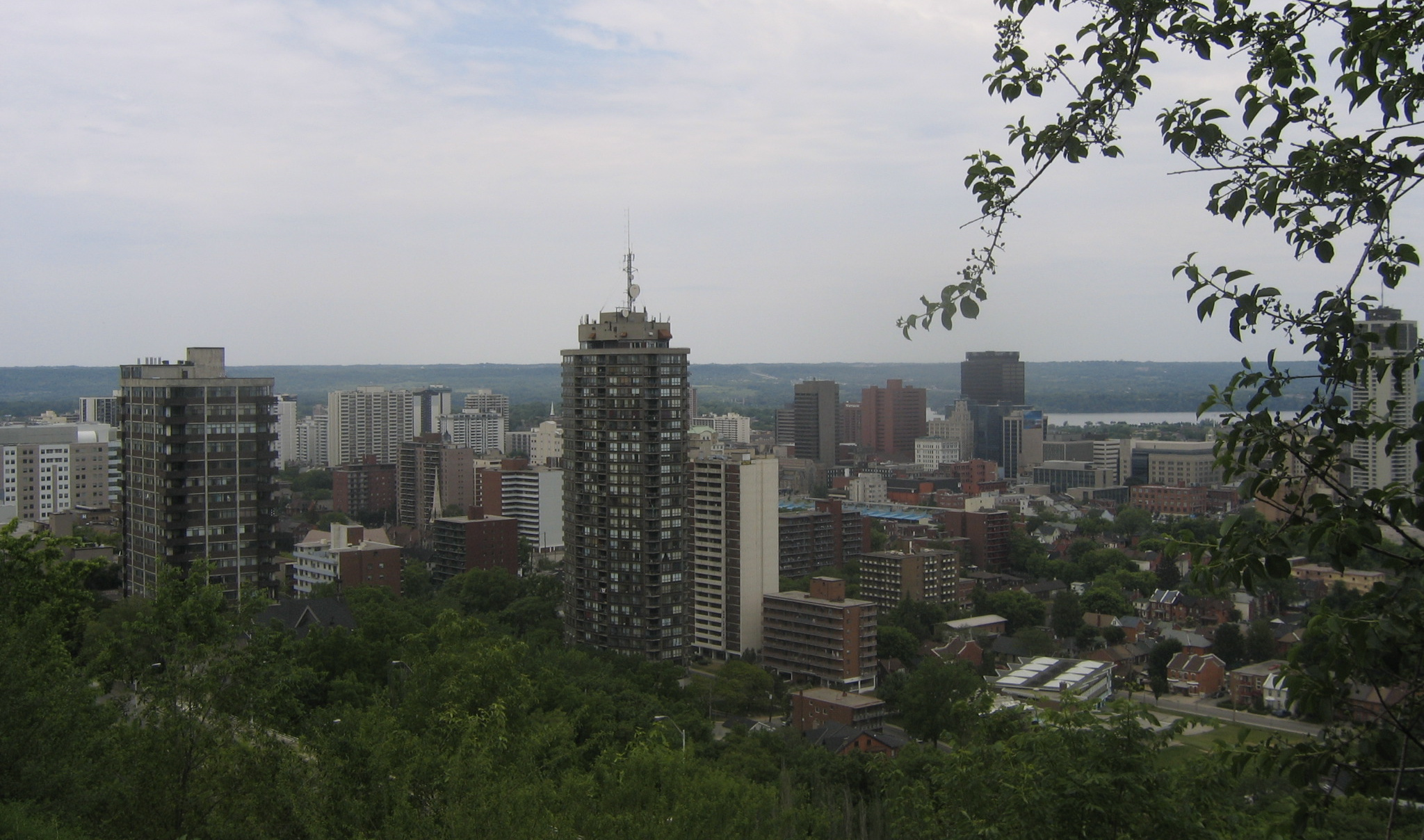
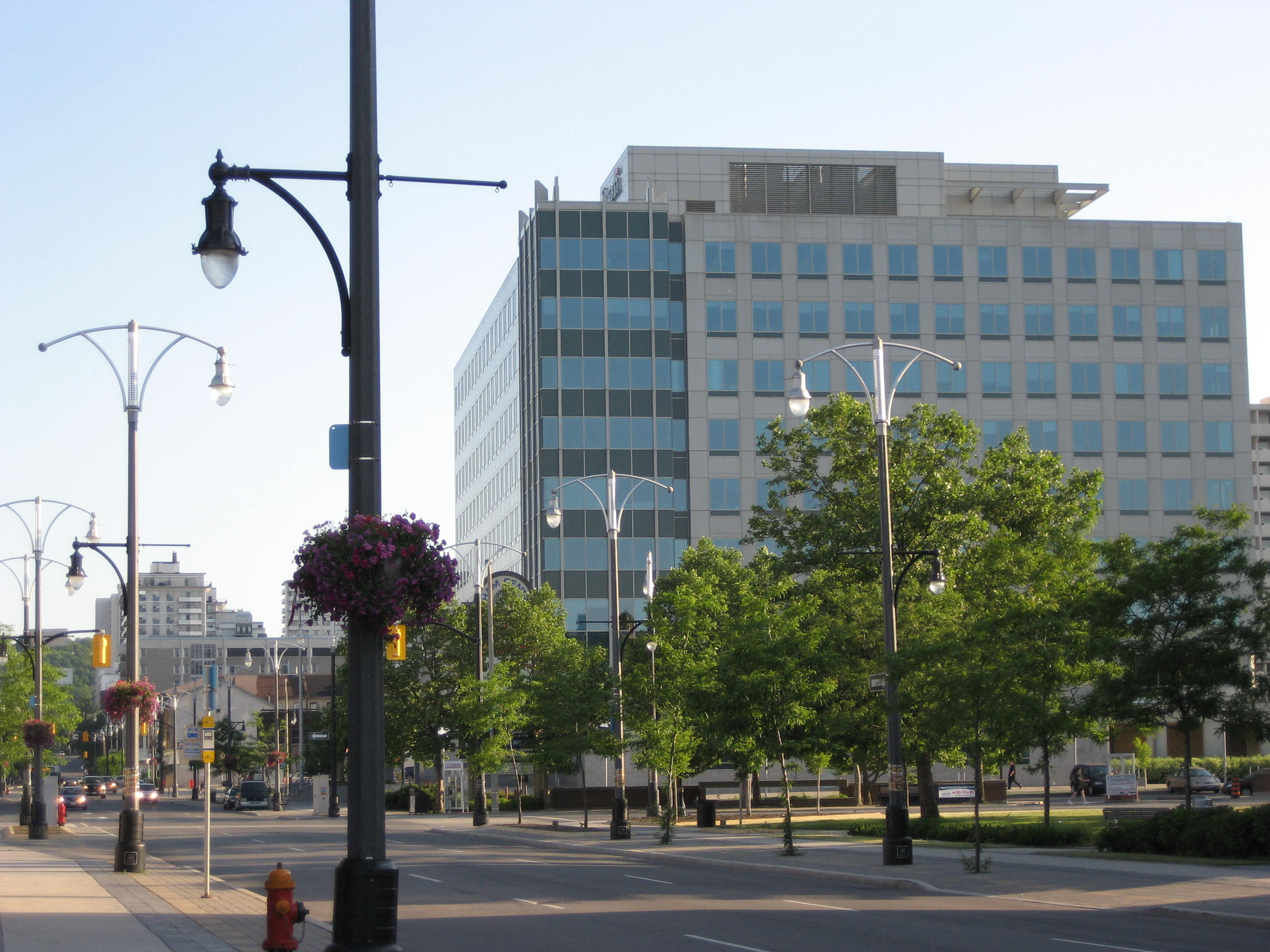
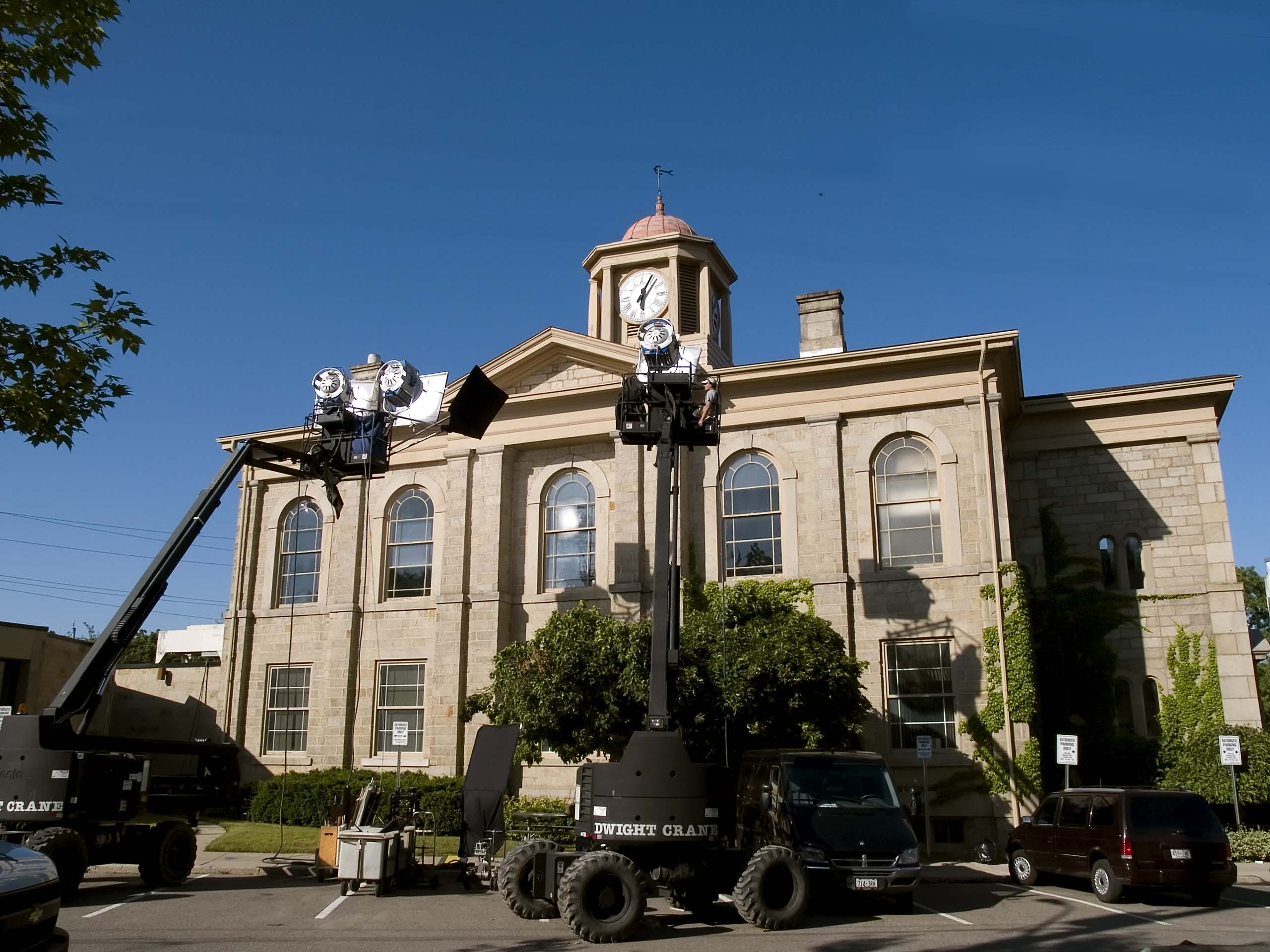